# Cueva de Ardales

Steingerät von Neandertalern aus der Cueva de Ardales. A: Quarzitkern oder Schlagwerkzeug; B: Klinge; C: Levallois-Abschlag; D: Schaber

Die Cueva de Ardales („Höhle von Ardales“; auch: Cueva de Doña Trinidad) ist eine weitverzweigte und sich über zwei Ebenen erstreckende Karst-Höhle unweit der Gemeinde Ardales in der südspanischen Provinz Málaga. In Fachkreisen international bekannt wurde die Höhle, nachdem erstmals im Jahr 2018 nachgewiesen worden war, dass in ihr entdeckte, rote Einfärbungen von Stalagmiten rund 65.000 Jahre alt und folglich auf das Werk von Neandertalern zurückzuführen sind. Die Farbanhaftungen gelten als ältester Beleg für Höhlenmalerei in Europa; zuvor waren Höhlenmalereien – als Ausdruck von symbolischem Denken – ausschließlich dem erst mehr als 20.000 Jahre später nach Europa eingewanderten anatomisch modernen Menschen (Homo sapiens) zugeschrieben worden. Auch Bodenfunde weisen auf die Anwesenheit von Neandertalern in der Höhle hin.

## Entdeckung und erste Erkundungen
Die Höhle (UTM 337.110/4.082.540) wurde im Jahr 1821 entdeckt, nachdem ein Erdbeben den ursprünglichen, bis dahin aber verschütteten Eingang freigelegt hatte. Sie liegt rund 50 Kilometer nördlich der Mittelmeerküste auf 565 Meter Höhe über dem Meeresspiegel auf einer Erhebung namens Cerro de la Calinoria (Calinoria-Berg). 1852 erwarb Doña Trinidad Grund das Gelände im Bereich des Höhleneingangs, ließ Treppenstufen im Inneren der Höhle schlagen und öffnete sie für Touristen. Die zahlreichen Höhlenmalereien wurden jedoch erstmals 1921 von dem französischen Priester und Prähistoriker Henri Breuil beschrieben, der die Höhle 1918 besucht hatte. Heute sind mehr als tausend rote oder schwarze Malereien und Gravuren dokumentiert, die teils figurativ, teils nonfigurativ sind, und die jüngste Wandanhaftung (schwarze Holzkohle) wurde auf ein Alter von 7000 Jahren (cal BP) datiert. Die nach den rot eingefärbten Stalagmiten ältesten Malereien in der Höhle bestehen aus Punkten sowie aus Abdrücken von Fingerspitzen und Händen aus rotem Pigment, jüngere Malereien stellen diverse Tiere dar. In der Höhle wurden Holzkohlenreste unterschiedlichen Alters gefunden, nicht jedoch Feuerstellen, was darauf schließen lässt, dass die Höhle zwar wiederholt und in großen zeitlichen Abständen aufgesucht, aber nicht als Wohnhöhle genutzt wurde.
Nach dem Tod von Trinidad Grund im Jahr 1896 und trotz des Berichts von Henri Breuil in der Fachzeitschrift L’Anthropologie geriet die Höhle allmählich in Vergessenheit und wurde teils mit Unrat gefüllt. Erst seit 1985 wurde ihr wieder wissenschaftliche Aufmerksamkeit zuteil, und erste archäologische Befunde wurden 1992 publiziert.

## Aktuelle Forschung
Der Höhle wird heute eine Gesamtlänge von 1577 Metern zugeschrieben, ihre beiden Ebenen werden als „obere Galerie“ und als „untere Galerie“ bezeichnet. Zugänglich ist die untere Galerie seit dem Erdrutsch während des Bebens von 1821. Die obere Galerie wurde hingegen erst 1981 von Höhlenforschern entdeckt. Ihr ursprünglicher Zugang (von außen) wurde vermutlich in jüngerer Zeit (im Holozän) verschüttet; der einzige Zugang führt heute durch eine sehr schmale Spalte in 18 Metern Höhe über dem Boden der unteren Galerie. Jedoch wurde in der oberen Galerie ein nur 405 ± 70 (cal BP) Jahre altes, kalk-überkrustetes Bruchstück von einem Seil gefunden, was auf einen noch in historischer Zeit vorhandenen Zugang zu diesem Höhlenbereich schließen lässt. Bislang (Stand: 2022) ist diese obere Galerie noch weitgehend unerforscht und für die Öffentlichkeit nicht zugänglich, bekannt sind jedoch aufgrund stilistischer Merkmale mehrere Grablegungen aus der frühen Kupfersteinzeit. Die untere Galerie kann im Rahmen von geführten Touren in spanischer Sprache besichtigt werden.
Waren 1992 vor allem die Malereien katalogisiert sowie 2018 an der Oberfläche der Höhle befindliche Gesteins- und Farbproben datiert worden, wurden im Juni 2022 erstmals Ergebnisse von systematischen Ausgrabungen publiziert, die zwischen 2011 und 2018 stattgefunden hatten. Demnach sind die bislang ältesten Hinweise auf eine Anwesenheit von Menschen rund 65.000 Jahre alt, die jüngsten Hinweise – aus der Kupfersteinzeit – sind nur rund 4000 Jahre (cal BP) alt.
Die Ausgrabungen fanden vor allem im Bereich unmittelbar hinter dem Höhleneingang statt, wo es die größte Ansammlung von nonfigurativen (abstrakten) roten Malereien gibt. Die Grabungen brachten mehrere Dutzend Ocker-Stücke aus unterschiedlichen Bodenschichten zutage und bestätigten, dass die Höhle von Neandertalern in deren Spätzeit genutzt wurde, belegt insbesondere durch Holzkohlenfunde, deren älteste auf ein Alter von rund 58.000 (cal BP) Jahren datiert wurden. Passend zu dieser Datierung sind die ebenfalls den Neandertalern zuzuschreibenden Steinwerkzeuge aus der so datierten Bodenschicht. Ebenfalls den Neandertalern zugeschrieben wurden u. a. Holzkohlenfunde, deren Alter (jeweils cal BP) auf 55.986 ± 3.033 Jahre, 52.950 ± 1.710 Jahre, 46.374 ± 1.113 Jahre und 43.402 ± 553 Jahre bestimmt wurde. In den im Jahr 2022 publizierten Ergebnissen der Ausgrabungen heißt es ferner, dass die nächstjüngeren Holzkohlenreste 35.732 und 35.956 (cal BP) Jahre alt und vermutlich der Kultur des Aurignacien, der frühesten europäischen Kultur des anatomisch modernen Menschen (Homo sapiens) zuzuschreiben sind. Ferner fand man Holzkohlenreste, deren Alter beispielsweise 28.000 bis 24.000 Jahre, 19.000 Jahre, 15.000 Jahre und 7000 Jahre (jeweils cal BP) beträgt.

## Belege
1. ↑  Dirk L. Hoffmann et al.: U-Th dating of carbonate crusts reveals Neandertal origin of Iberian cave art. In: Science. Band 359, Nr. 6378, 2018, S. 912–915, doi:10.1126/science.aap7778.
2. 1 2  Africa Pitarch Martí et al.: The symbolic role of the underground world among Middle Paleolithic Neanderthals. In: PNAS. Band 118, Nr. 33, e2021495118, doi:10.1073/pnas.2021495118.
65.000 Jahre alte Neandertaler-Höhlenmalerei. Auf:  wissenschaft.de vom 2. August 2021.
3. ↑  Neandertaler dachten wie wir. Bereits vor mehr als 64.000 Jahren schufen Neandertaler auf der Iberischen Halbinsel Höhlenmalereien. Auf: mpg.de vom 28. Februar 2018.
4. 1 2 3  José Ramos-Muñoz et al.: The nature and chronology of human occupation at the Galerías Bajas, from Cueva de Ardales, Malaga, Spain. In: PLOS ONE. Band 17, Nr. 6, 2022, e0266788. doi:10.1371/journal.pone.0266788.
5. ↑  Henri Breuil: Nouvelles cavernes ornées paléolithiques dans la province de Málaga. In: L’Anthropologie. Band 31, Nr. 3–4, 1921, S. 239–253.
6. ↑   Famous rock art cave in Spain was used by ancient humans for over 50,000 years. Auf: eurekalert.org vom 1. Juni 2022.
7. ↑  José Ramos Muñoz: Cueva de Ardales: su recuperación y estudio. Ayuntamiento de la Villa de Ardales (Málaga), 1992.
8. ↑  Pedro Cantalejo et al.: La Cueva de Ardales: Arte prehistórico y ocupación en el Paleolítico Superior. Estudios 1985–2005. Centro de Ediciones de la Diputación de Málaga, Málaga 2006. ISBN 84-7785-750-4.
9. ↑  Supplementary Information for: The symbolic role of the underground world among Middle Palaeolithic Neanderthals. S. 2.
10. ↑  Höhle von Ardales. Auf: andalusien360.de, zuletzt abgerufen am 1. Juni 2022.